# Ohmdenosaurus
Ohmdenosaurus ist ein Dinosaurier aus der Gruppe der Sauropoden. Die einzige bisher zugeordnete Art ist Ohmdenosaurus liasicus. Er ist nur durch drei Extremitätenknochen bekannt, die aus dem Posidonienschiefer (Toarcium, Unterjura) aus Baden-Württemberg stammen. Es handelte sich um ein quadrupedes und mit 3–4 m Länge im Verhältnis zu anderen Sauropoden sehr kleines Tier.

## Forschungsgeschichte
Der Paläontologe Rupert Wild wurde in den 1970er Jahren auf ein als Plesiosaurier-Humerus (Oberarm) bezeichnetes Fossil aufmerksam, welches im Museum Hauff in Holzmaden ausgestellt ist. Wild erkannte, dass es sich nicht um den Knochen eines Plesiosauriers handeln konnte, sondern um den Knochen eines Dinosauriers. Die genaue Herkunft des Fossils, das schon lange Teil der museumseigenen Sammlung war, ließ sich nicht mehr klären. Es stammte aus irgendeinen verschütteten Steinbruch nahe Ohmden.
Der untere Teil des Fossils ist jedoch noch von Gestein umgeben, weshalb die genaue Gesteinsabfolge, aus der es stammt, ermittelt werden konnte.
Im Jahr 1978 wurde es dann als Ohmdenosaurus liasicus von Wild wissenschaftlich beschrieben. Der Gattungsname bedeutet „Echse aus Ohmden“, das Artepithethon spielt auf den Lias, die geologische Gesteinsfolge des frühen Jura, an.

## Beschreibung des Fundes
Das Material besteht aus Knochen des rechten Hinterbeins: Der rechten Tibia (dem Schienbein), dem Astragalus sowie dem Calcaneus (Fußknochen), die alle aus einem einzigen Gesteinsbrocken herausragen – allerdings handelt es sich dabei nicht um den natürlichen Knochenverband.
Die an der längsten Stelle 405 mm messende Tibia ist bis auf das untere (distale) Ende vollständig vom Gestein befreit. Die Enden sind deutlich verwittert, an einigen Stellen ist auch die oberste (perichondrale) Knochenschicht durch die Präparation zerstört. Die Tibia ist insgesamt kompakt und gedrungen und an den Enden stark verdickt. Ein Kamm (die Crista lateralis) wird als Ansatz für Muskeln gedeutet. Das untere Ende ist klar in die beiden Gelenkknorren (Condylen) aufgeteilt, die jedoch deutlich in der Höhe abgestuft sind.
Der Astragalus, ein Gelenkknochen, der beim lebenden Tier direkt unter der Tibia sitzt und dieser angepasst ist, wird in der Beschreibung als „sandalenförmig“ beschrieben. An der längsten Stelle misst er 140 mm. Eine Furche auf der Oberseite war wahrscheinlich ein Ansatz für Bänder des Fußgelenks.
Der kleine Calcaneus ist im Leben des Tieres direkt neben den deutlich größeren Astragalus am distalen Ende der Fibula (Wadenbein) gelegen. Wie bei den Enden der Tibia und beim Astragalus ist die Oberfläche rau und gefurcht, was darauf schließen lässt, dass diese Bereiche früher von Knorpel umgeben waren.
Unter der Tibia liegen im Gestein „mehrere 5–30 mm große, längliche oder runde und zum Teil ineinander übergehende knöcherne Gebilde“ (Wild). Wild meint, es könnte sich dabei um Sehnenverknöcherungen handeln. An den verwitterten Stellen der Fossilien konnte des Weiteren häufig die Schnecke Coelodiscus nachgewiesen werden, die als aasfressend gilt, da sie überwiegend an derartigen Stellen an Wirbeltierfossilien nachgewiesen wurde.

## Taphonomie
Die Taphonomie beschäftigt sich mit den Prozessen die nach dem Tod des Tieres stattfanden, insbesondere der Einbettung und Fossilwerdung. Der Posidonienschiefer, aus dem der Fund stammt, besteht aus marinen Ablagerungen – das nächste Land lag wahrscheinlich mindestens 100 km südöstlich. Vereinzelte Funde von Landpflanzen und Flugsaurier (Pterosauria) im Posidonienschiefer weisen ebenfalls auf das Land hin.
Die Tibia unterscheidet sich von anderen Fossilien des Posidonienschiefers darin, dass deutliche Verwitterungsspuren sichtbar sind. Diese kommen wegen des Fehlens von Tiefenströmungen meist nicht vor. Daher geht man davon aus, dass die Knochen zweimal transportiert und eingebettet wurden.
Es wird vermutet, dass das tote Tier, nachdem es gestorben ist, an einen Strand oder Flussdelta, vielleicht auch ins Wasser, gespült wurde. Die Tibia und die Gelenkknochen waren halb von Sedimenten bedeckt, worauf die stark verwitterten Gelenkknorren hinweisen, die am ehesten aus dem Sediment herausragen. Danach wurden die Knochen, entweder durch einen starken Sturm oder durch aasfressende Reptilien, ins Meer bis an den endgültigen Ort transportiert. Bis dahin waren noch Gewebereste vorhanden, worauf die Tatsache, dass die Knochen zusammenlagen sowie die aasfressende Schnecke Coelodiscus hinweisen.

## Verwandtschaftsbeziehungen
Bei Ohmdenosaurus handelt es sich um einen sehr frühen, basalen Sauropoden.
Wild verglich die Funde in seinen Untersuchungen mit späteren Sauropoden wie Cetiosaurus und mit Prosauropoden wie Plateosaurus. Nach Wild handelte es sich um einen rein quadrupeden Sauropoden, da die obere Gelenkfläche der Tibia horizontal ausgerichtet sei und es sich somit um ein säulenartiges Bein handelte. Auch fehlt der Processus ascendes am Astragalus, der bei vielen teilweise bipeden Prosauropoden auftritt.
Andererseits sah er in den abgestuften Gelenkknorren und dem „sandalenförmigen“ Astragalus Gemeinsamkeiten mit den Prosauropoden. Insgesamt kommt er zu dem Schluss, dass Ohmdenosaurus eher zu den Sauropoden gestellt werden müsse, wo er eine neue Familie repräsentiere.
Heute sind weitere primitive Sauropoden bekannt. Dabei wurde er mit Vulcanodon verglichen, der eine sehr ähnliche Tibia aufweist – Unterschiede liegen im Astragalus, der bei Ohmdenosaurus mehr seitlich zusammengedrückt ist und eine unter Sauropoden einzigartige Wölbung besitzt. Oft wird Ohmdenosaurus daher in die Familie Vulcanodontidae gestellt, obwohl dies nicht als sicher gilt.